# Dayton, Tennessee
Dayton är administrativ huvudort i Rhea County i Tennessee och säte för Bryan College. Scopesrättegången ägde rum i Dayton. Vid 2020 års folkräkning hade Dayton 7 065 invånare.

## Kända personer från Dayton
- Van Hilleary, politiker